# وارن باب
وارن باب هو لاعب هوكي جليد كندي، ولد في 7 سبتمبر 1968.

## وصلات خارجية
- وارن باب على موقع دوري الهوكي الوطني (الإنجليزية)
- وارن باب على موقع EliteProspects.com (الإنجليزية)
- وارن باب على موقع HockeyDB.com (الإنجليزية)
- وارن باب على موقع Hockey-Reference.com (الإنجليزية)